# Arinsal
Arinsal is een quart (dorp) in de Andorrese parochie La Massana. Het dorp telt 1623 inwoners (2009) en ligt in het noordwesten van de parochie, tegen de Franse en Spaanse grenzen, waardoor het een belangrijk station van het wintersportgebied Vallnord is en een uitvalsbasis voor beklimmingen van 's lands hoogste top, de Pic de Comapedrosa. Deze laatste kan worden bereikt via een wandelpad dat deel uitmaakt van de GR11 (nabij de top moet wel enigszins van deze route worden afgeweken).
Arinsal is gelegen aan de Riu d'Arinsal, een zijrivier van de Valira del Nord. Het dorp viert festa major in de derde week van augustus; de patroonheilige, Andreas, wordt op 30 november vereerd.

## Geografie

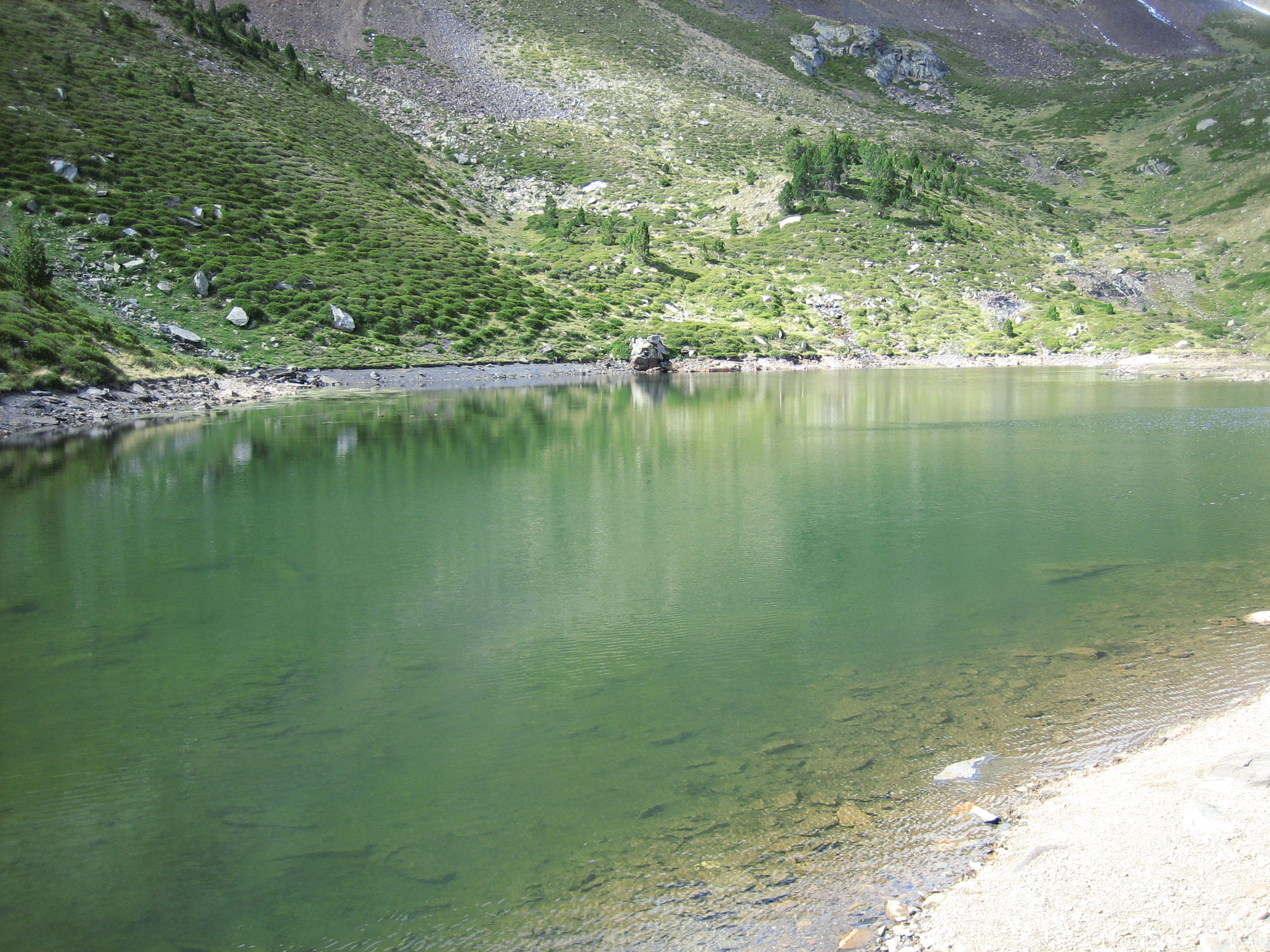
Het Estany de les Truites

Het gehele quart, waarvan het centrum net ten noordwesten van Mas de Ribafeta gelegen is, ligt op hoogten tussen 1550 en 2942 meter. Naast de Pic de Comapedrosa bevinden zich onder meer ook de Pic del Pla de l'Estany, Pic del Port Vell, Pic de Médécourbe, Pic de Sanfons en Port de Baiau in de parochie. 

### Meren
Haast alle meren in La Massana liggen in de bergen bij Arinsal. De meren die door de Andorrese overheid een naam hebben gekregen staan hieronder opgelijst.
- Basses de l'Estany Negre
- Basses del Ruf
- Estany de les Truites
- Estany del Port Dret
- Estany Negre
- Estanys de Montmantell
- Estanys Forcats

## Toerisme en bezienswaardigheden

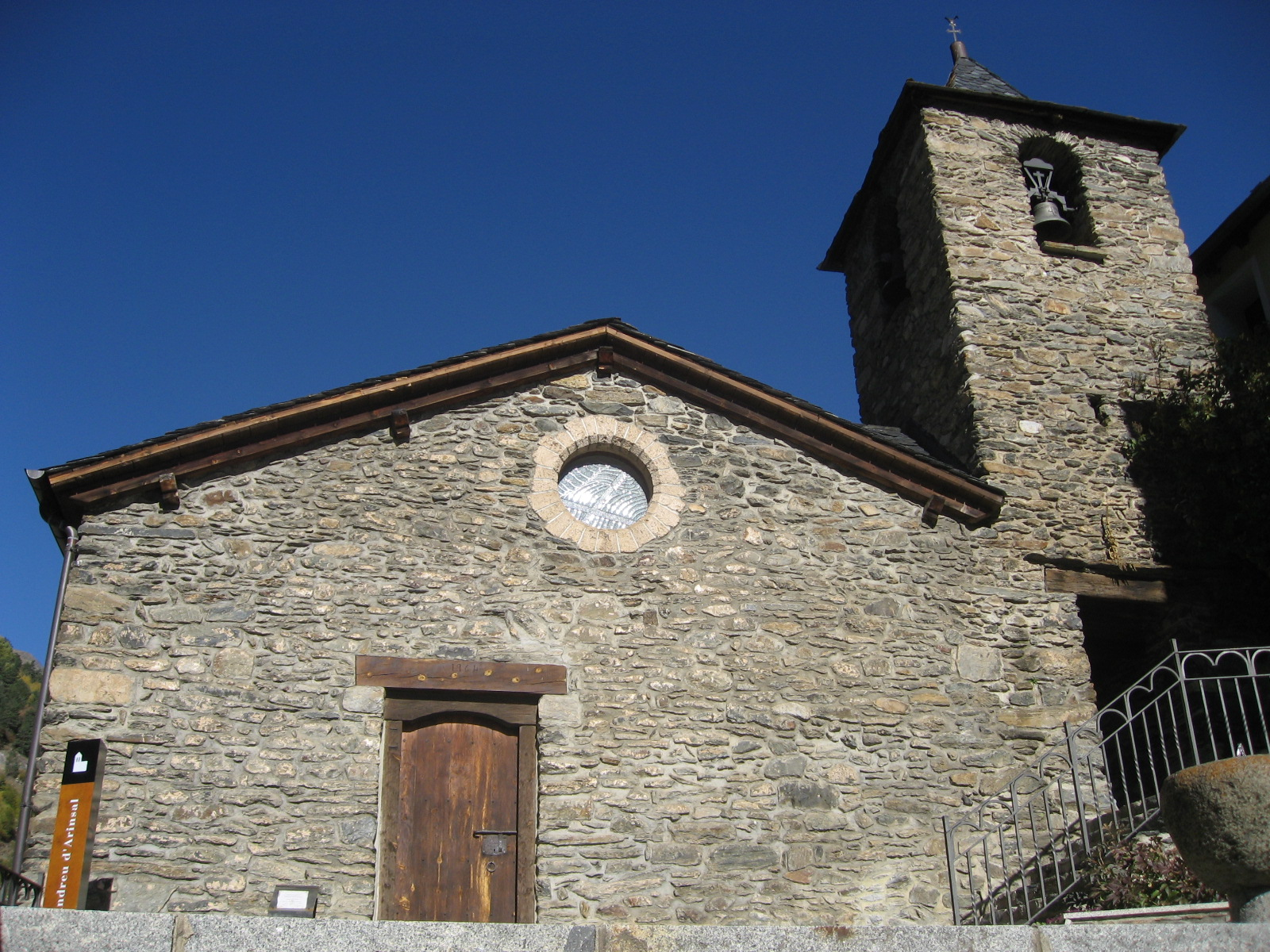
De Sint-Andreaskerk

### Bezienswaardigheden
- Sint-Andreaskerk (església de Sant Andreu d'Arinsal)

### Berghutten
- Refugi de Comapedrosa (enige bemande hut; 2267 m)
- Refugi de les Fonts (2196 m)
- Refugi del Pla de l'Estany (2050 m)
- Refugi d'Estanys Forcats (2640 m)

### Skistation
In de jaren 70 van de 20e eeuw werd het skistation gebouwd in de vallei van de Riu de Comallemple, die net ten noorden van het dorpscentrum met de Riu Pollós samenvloeit en zo de Riu d'Arinsal vormt. In 2001 werd dit skistation met dat in het zuidwestelijker gelegen Pal verbonden. Nog eens drie jaar later werd een unie gevormd tussen de skistations van Arinsal, Pal en Ordino-Arcalís: Vallnord.
Quarts: Anyós · Arinsal · Erts · L'Aldosa de la Massana · La Massana · Pal · Sispony

Andere kernen: El Pui · Escàs · Mas de Ribafeta · Puiol del Piu · Xixerella